# Diego Caccia
Diego Caccia (Ponte San Pietro, 31 juli 1981) is een Italiaans voormalig wielrenner. Tussen 2006 en 2012 was hij beroepsrenner.

## Belangrijkste overwinningen
2004
- Giro della Valli Aretine

2010
- 1e etappe Brixia Tour

## Resultaten in voornaamste wedstrijden
| Jaar | Ronde van Italië | Ronde van Frankrijk | Ronde van Spanje |
| ---- | ---------------- | ------------------- | ---------------- |
| 2006 |                  |                     |                  |
| 2007 |                  |                     |                  |
| 2009 | 122e             |                     |                  |
| 2010 |                  |                     |                  |
| 2011 |                  |                     |                  |
| 2012 |                  |                     |                  |

| Jaar | Milaan-San Remo | Ronde van Lombardije |
| ---- | --------------- | -------------------- |
| 2006 |                 | 97e                  |
| 2007 | 132e            |                      |
| 2009 | 117e            |                      |
| 2010 | 150e            |                      |
| 2011 |                 |                      |
| 2012 | 143e            |                      |